# Fruchtmesser (Beruf)
Fruchtmesser (lateinisch mensor frumentarius), auch Getreide- oder Kornmesser sowie Mitterer (mhd.), bezeichnete bis ins 19. Jahrhundert eine zum Messen von Getreide und anderen Früchten bei Kauf und Verkauf amtlich angestellte oder bestellte Person.
Augsburg beispielsweise hatte schon im Jahr 1276 zwölf Fruchtmesser zur Kontrolle der Getreidevorräte.
Fruchtmesser wurden in öffentlichem Auftrag tätig und gehörten zur städtischen bzw. staatlichen Finanzverwaltung.